# 小羅斯巴赫河

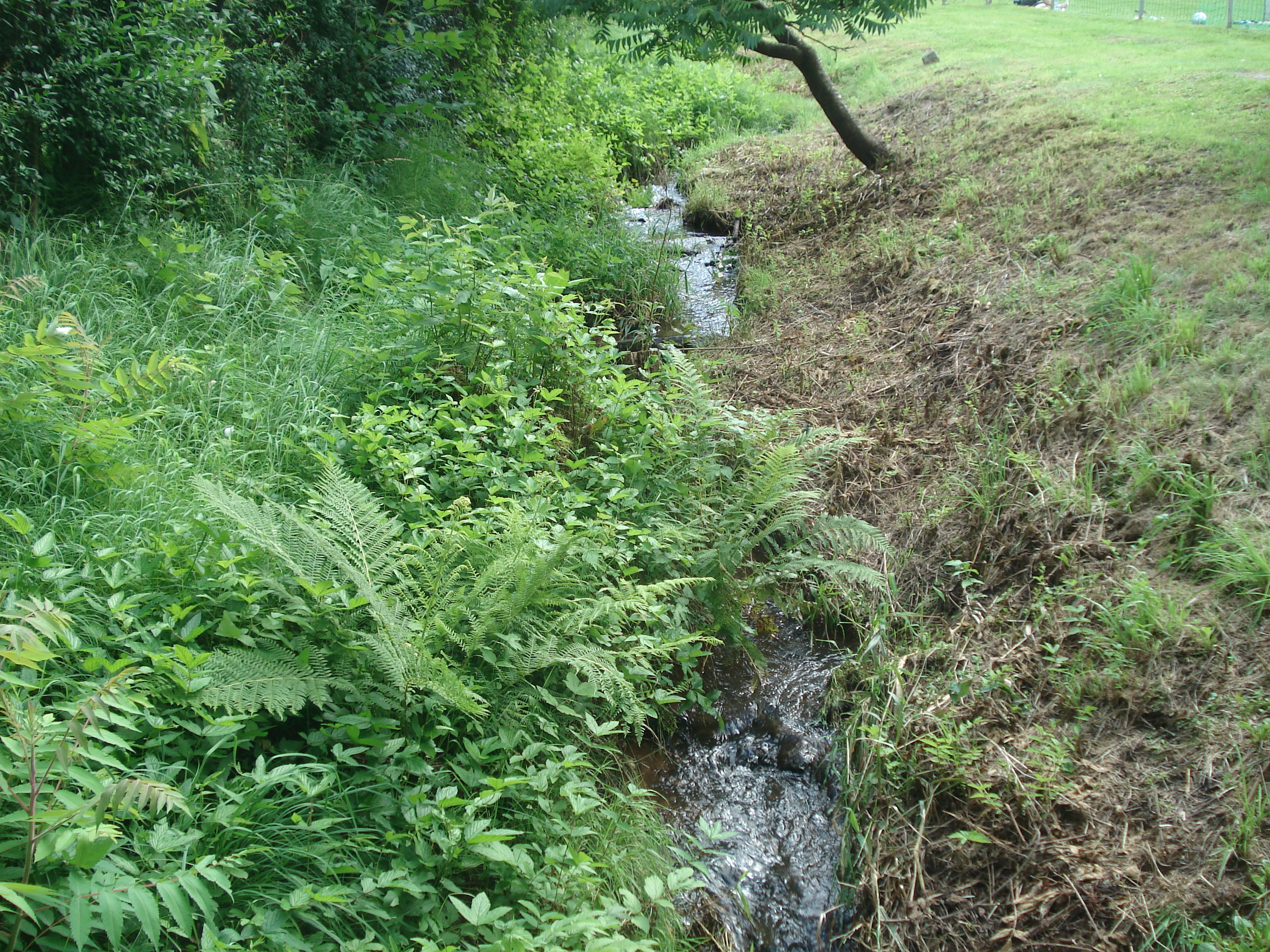

50°9′47.08″N 9°17′43.19″E / 50.1630778°N 9.2953306°E
小羅斯巴赫河（德語：Kleiner Roßbach），是德國的河流，位於該國中部，由黑森州負責管轄，屬於比伯河的左支流，河道全長2公里，流域面積2.1平方公里。